# Jack van Lint

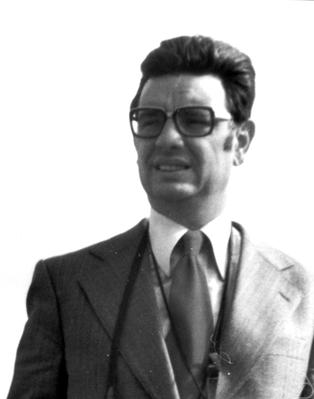
Jack van Lint

Jack H. van Lint (sinh ngày 1.9.1932 tại Bandung, Java, Indonesia – từ trần ngày 28.9.2004 tại Nuenen, Hà Lan) là nhà toán học người Hà Lan.

## Cuộc đời và Sự nghiệp
Ông đậu bằng tiến sĩ ở Đại học Utrecht năm 1957 dưới sự giám sát của F. van der Blij. Sau đó ông làm giáo sư toán học ở Đại học công nghệ Eindhoven từ năm 1959 – khi mới 26 tuổi - tới năm 1997, rồi làm hiệu trưởng trường này từ năm 1991 tới 1996.
Lãnh vực nghiên cứu ban đầu của ông là lý thuyết số, nhưng ông nghiên cứu chủ yếu về toán học tổ hợp và lý thuyết mã hóa.

## Giải thưởng và vinh dự
Van Lint đã đoạt nhiều giải thưởng, trong đó có Huy chương Euler năm 1996. Ông được bầu vào Viện Hàn lâm Khoa học Hoàng gia Hà Lan năm 1972, hội viên danh dự của Hội Toán học Hoàng gia Hà Lan (Koninklijk Wiskundig Genootschap), và được phong hầu tước.